# Alejandro Arcos
Alejandro Arcos Catalán (Chilpancingo de los Bravo, 12 de febrero de 1981 - Chilpancingo de los Bravo, 6 de octubre de 2024)fue un político mexicano. Se desempeñó como presidente municipal de Chilpancingo, Guerrero, hasta el momento de su asesinato.

## Carrera política
Arcos representó al 1.er distrito en la LX Legislatura del Congreso de Guerrero como miembro del Partido de la Revolución Democrática (PRD). Arcos también se postuló sin éxito para presidente municipal de Chilpancingo de los Bravo en 2021.
En marzo de 2024, Arcos fue anunciado como candidato de la coalición PRI-PAN-PRD a la presidencia municipal de Chilpancingo. Fue elegido presidente municipal de Chilpancingo de los Bravo, en las elecciones de junio de 2024 y asumió el cargo el 1 de octubre de 2024. Su enfoque durante su breve tiempo en el cargo incluyó iniciativas para aumentar la seguridad local a través de la tecnología y la colaboración con el Ejército Mexicano. Hizo hincapié en la transparencia y las políticas orientadas al futuro.

## Muerte
El 6 de octubre de 2024, Alejandro Arcos Catalán, alcalde de Chilpancingo, Guerrero, fue asesinado. Su cabeza fue localizada sobre el toldo de una camioneta en la colonia Villas del Roble, en el oriente de Chilpancingo. El vehículo, una camioneta tipo Robust de la marca Volkswagen, fue encontrado alrededor de las 17:00 horas en la calle Moctezuma, esquina con el Andador 1 de dicha colonia.
Alejandro Arcos Catalán había asumido el cargo de presidente municipal el 30 de septiembre de 2024, menos de una semana antes de su muerte. Su asesinato ocurrió tres días después del homicidio del secretario general del Ayuntamiento, Francisco Gonzalo Tapia Gutiérrez, quien también había comenzado recientemente en su puesto.
El presidente del Partido Revolucionario Institucional (PRI), Alejandro Moreno, confirmó el asesinato a través de redes sociales, expresando sus condolencias hacia la familia de Arcos Catalán y lamentando la pérdida de ambos funcionarios municipales. Moreno también indicó que se solicitaría la intervención de la Fiscalía General de la República (FGR) para atraer la investigación, debido a la situación de seguridad en Guerrero:

Han asesinado a nuestro alcalde de Chilpancingo, Alejandro Arcos, y hace apenas tres días al secretario de este mismo Ayuntamiento, Francisco Tapia. Llevaban menos de una semana en el cargo. Funcionarios jóvenes y honestos que buscaban progreso para su comunidad. Nuestro pésame y solidaridad para sus familias. Dada la situación de ingobernabilidad en Guerrero, estaremos pidiendo la @FGRMexico  atraiga las investigaciones de ambos asesinatos.
Alejandro Moreno, Mediante X

La gobernadora de Guerrero, Evelyn Salgado Pineda, también condenó el asesinato, lamentando lo sucedido y haciendo un llamado para reforzar la seguridad en la región. La gobernadora informó que había dado instrucciones para intensificar los operativos de seguridad en diversas zonas de Chilpancingo.
La Fiscalía General del Estado de Guerrero, confirmó la apertura de una carpeta de investigación por el delito de homicidio calificado. Agentes de la Policía Investigadora Ministerial y de los Servicios Periciales acudieron al lugar de los hechos para llevar a cabo las diligencias correspondientes y recabar información relevante para la investigación.
El Partido Revolucionario Institucional, a través de un comunicado oficial, condenó el ataque y solicitó justicia, además de expresar sus condolencias a la familia del alcalde. El asesinato de Alejandro Arcos Catalán provocó una serie de reacciones en la sociedad guerrerense, con llamados a las autoridades para reforzar la seguridad y realizar una investigación exhaustiva sobre los hechos.

## Funeral
El 7 de octubre de 2024 se llevó a cabo el funeral de Alejandro Arcos Catalán, alcalde de Chilpancingo, quien había asumido el cargo apenas seis días antes de ser asesinado. El evento contó con la presencia de familiares, políticos y ciudadanos, quienes se reunieron en la Iglesia de Santa Cruz de Chilpancingo para rendirle homenaje. Según reportes de medios locales, se planeaba una segunda ceremonia religiosa en la catedral de la Asunción, ubicada en el centro de la ciudad.
Durante la ceremonia fúnebre, cientos de personas se congregaron fuera de la iglesia para exigir justicia por el asesinato de Arcos Catalán. Con pancartas en mano, los manifestantes expresaron su indignación y exigieron el fin de la violencia, destacando mensajes como 

"No más sangre" y "Justicia para nuestro presidente".

Una de las asistentes, visiblemente conmovida, declaró a un medio local: 

Alejandro siempre buscó llegar a ser el presidente de la capital, Chilpancingo, y nos lo arrebataron.

El acto fúnebre también incluyó una despedida en el Palacio Municipal, donde se presentó la exalcaldesa de Chilpancingo, Norma Otilia Hernández. Sin embargo, su presencia provocó reacciones adversas entre algunos asistentes, quienes la increparon al grito de “fuera” y “tú vendiste Chilpancingo”. Norma Otilia, acompañada por las exdiputadas locales Verónica Muñoz Parra y Guadalupe González Suastegui, se retiró en medio de la tensión.

## Impacto

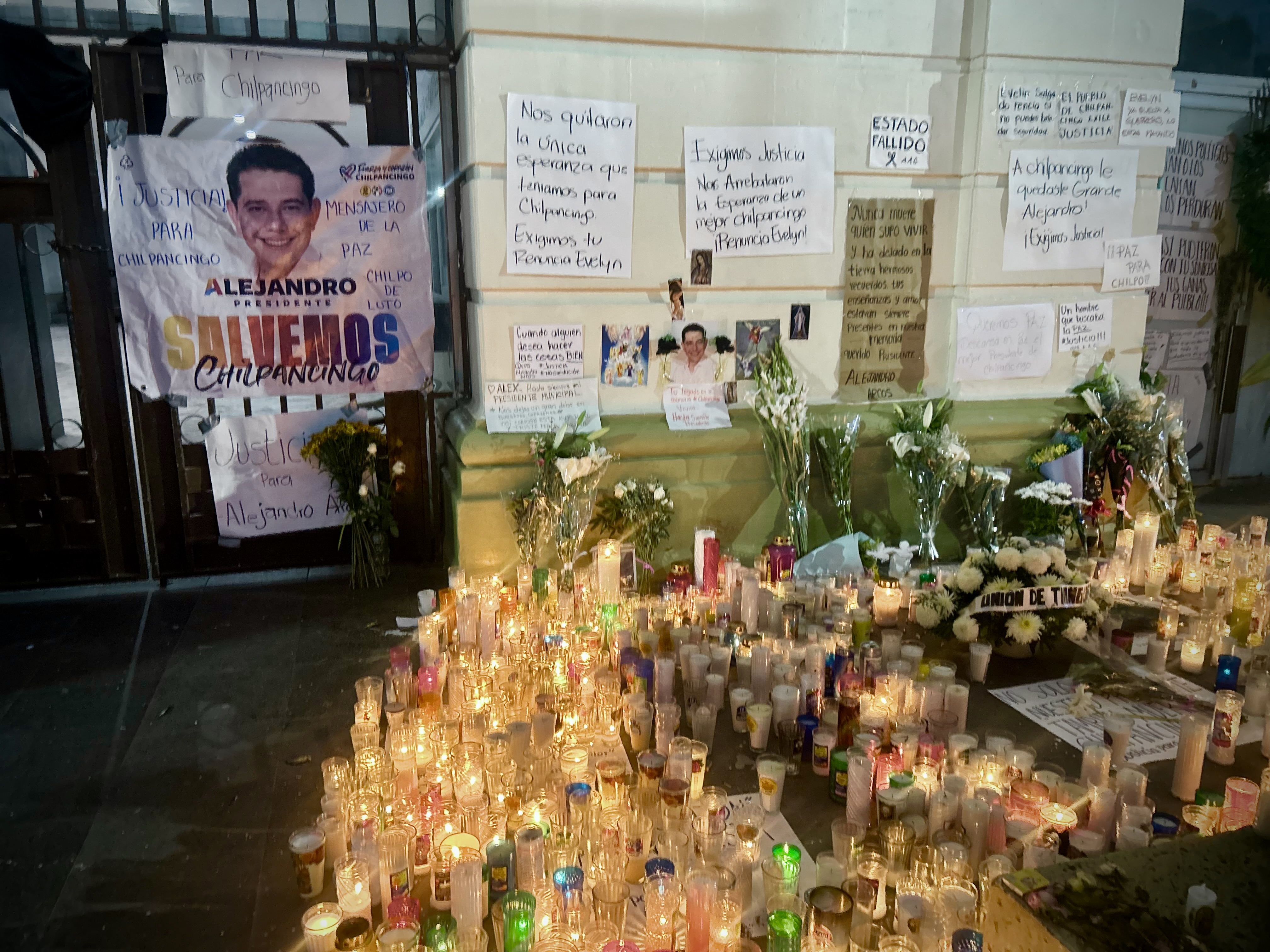
Ofrenda ciudadana en su memoria en la entrada del ayuntamiento

Su asesinato generó una profunda conmoción en la sociedad local y nacional. Su muerte, ocurrida apenas seis días después de asumir el cargo, evidenció la vulnerabilidad de los funcionarios públicos frente a la violencia del crimen organizado. La comunidad de Chilpancingo expresó su pesar mediante homenajes, como la instalación de una ofrenda ciudadana en su memoria en la entrada del ayuntamiento, donde se colocaron fotografías, alimentos y flores típicas del Día de Muertos. Este acto reflejó el impacto emocional y la solidaridad de la población ante la pérdida de su líder municipal.

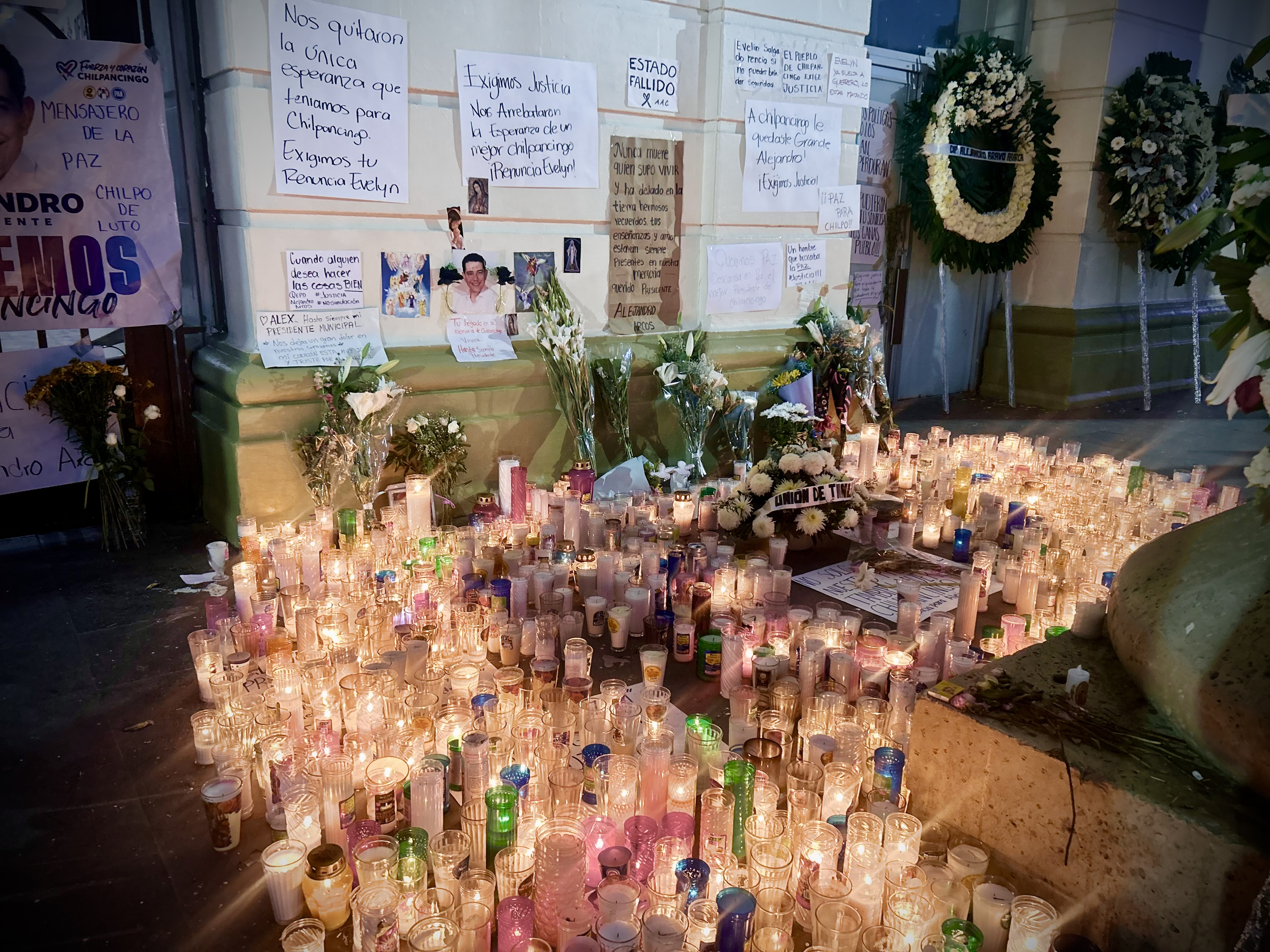
Ofrenda ciudadana en su memoria en la entrada del ayuntamiento

A nivel nacional, el asesinato de Arcos Catalán reavivó el debate sobre la seguridad de los servidores públicos y la influencia del crimen organizado en la política regional. Organizaciones civiles y partidos políticos condenaron el hecho, exigiendo medidas más efectivas para proteger a las autoridades locales y garantizar la gobernabilidad en zonas afectadas por la violencia. Este crimen subrayó la necesidad urgente de implementar estrategias integrales de seguridad que aborden las causas profundas de la violencia y fortalezcan las instituciones democráticas en México.